# 斯塔維謝
49°23′29″N 30°11′30″E / 49.39139°N 30.19167°E

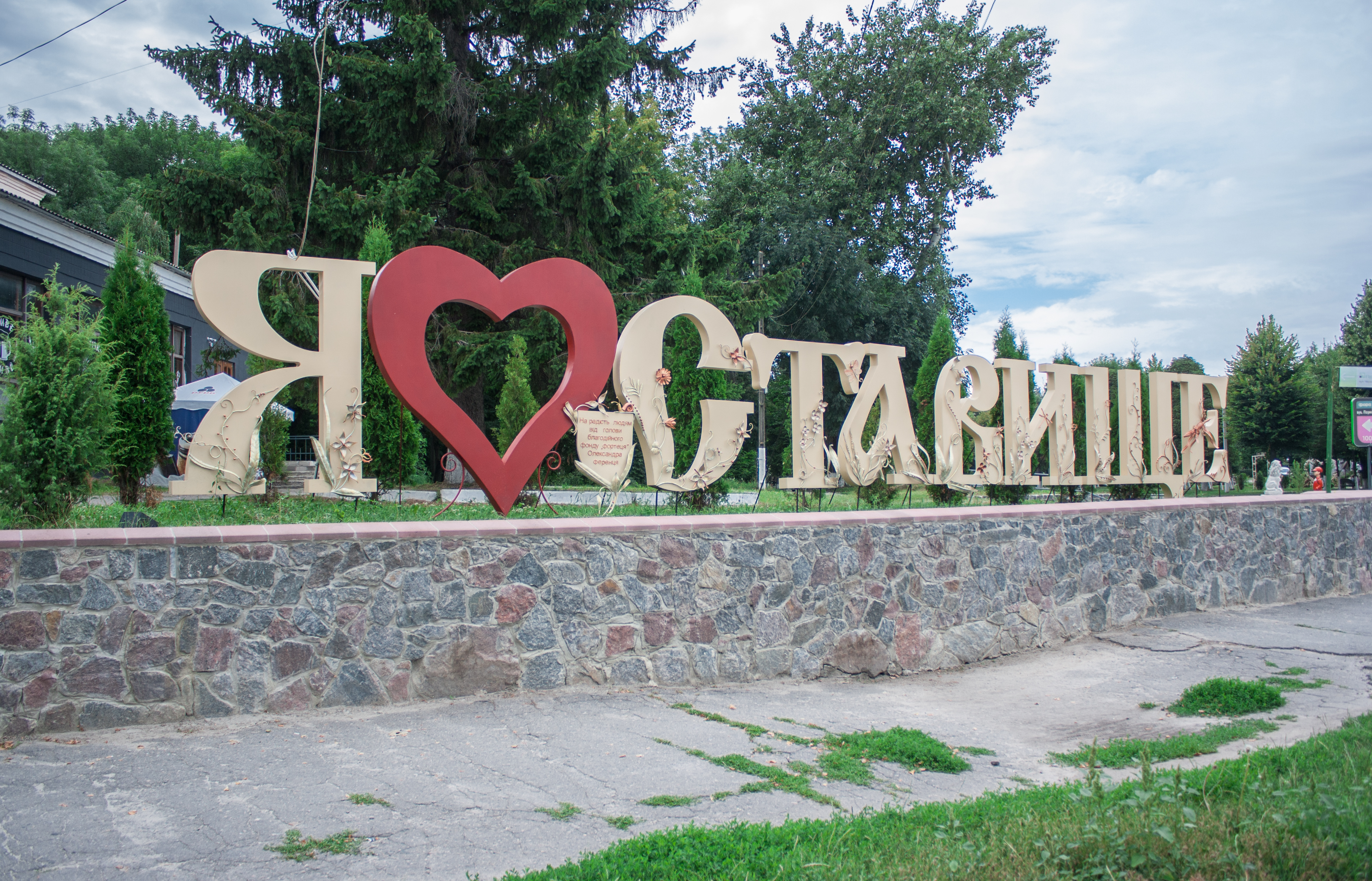

斯塔維謝是位於烏克蘭北部的市级镇，由基辅州白采爾克瓦區的斯塔維謝市鎮負責管轄，並曾是斯塔維謝區被撤銷前的行政中心。該鎮面積11.79平方公里，2012年人口6,932，人口密度每平方公里587.96人。